# 비뇨나현

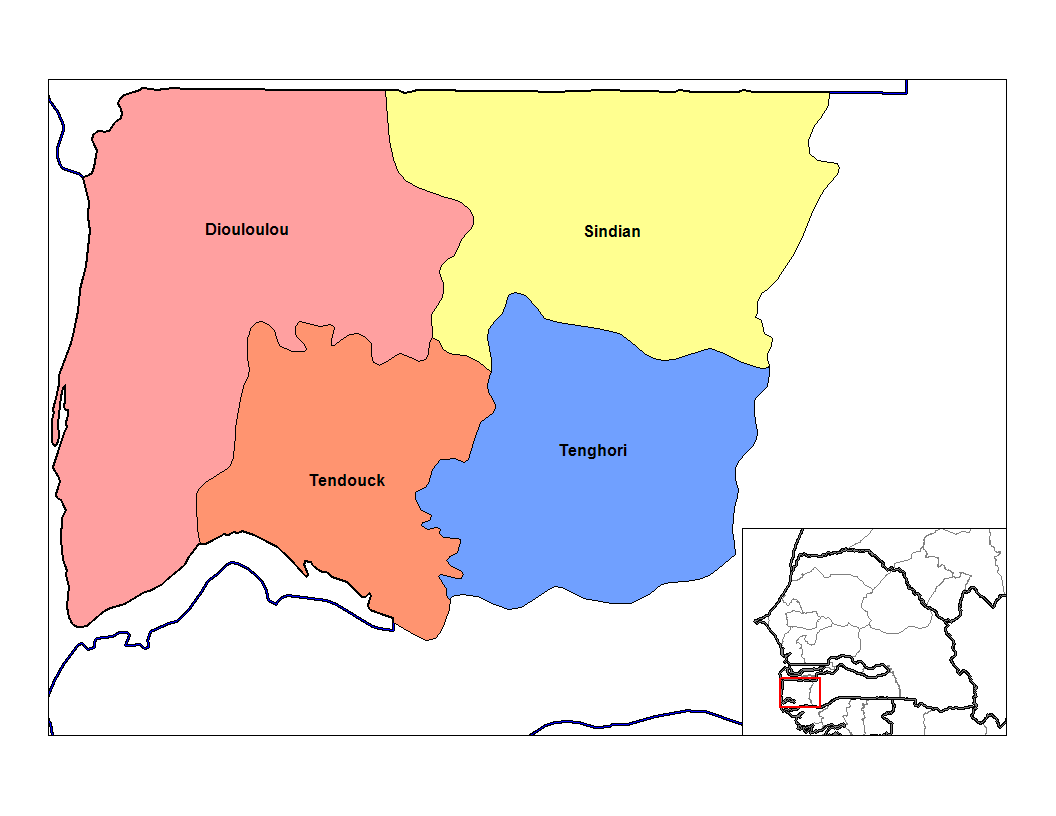
비뇨나현의 구

비뇨나현(프랑스어: Département de Bignona)은 세네갈의 지갱쇼르주에 있는 3개의 데파르트망 중 하나이다.

## 하위 행정 구역
비뇨나현 내에는 비뇨나, 티옹크에실, 줄룰루의 세 도시 코뮌이 있다.
데파르트망의 나머지 지역은 농촌 지구(communautés rurales)로 구성된 4개의 아롱디스망(구)으로 나뉜다.
- 카타바구 (2008년, 줄룰루가 코뮌이 되며 줄룰루에서 분할)
  - 카타바
  - 지나키
  - 카푸틴
- 신디안구:
  - 지비디온
  - 울람파네
  - 신디안
  - 수엘레
- 텐두크구:
  - 발링고르
  - 디에구네
  - 카르티아크
  - 망가굴라크
  - 음롬프
- 텐고리 아롱디스망:
  - 쿠발란
  - 니아모네
  - 우옹크
  - 텡고리